# Kaskaden, Jerevan
Kaskaden (armeniska: Կասկադ, Kaskad) är en monumental trappa av travertin i Kentron i Jerevan i Armenien. Den har flera avsatser med fontäner och skulpturer. Från trappan finns det en vidsträckt utsikt över staden och berget Ararat. Inuti och runt anläggningen ligger Cafesjians konstmuseum. Det finns också en rulltrappa inuti anläggningen upp till toppen. 
Kaskaden skisserades ursprungligen av Alexander Tamanyan, som syftade till att förbinda de södra och de norra delarna av stadens centrala distrikt Kentron med ett vidsträckt grönområde med vattenfall och parker på sluttningen av en av stadens högsta kullar. Hans plan genomfördes inte och glömdes bort fram till 1970-taket, då den togs upp igen av stadens chefsarkitekt Jim Torosyan. Dennes idéer baserades på Tamanyans plan, men inkluderade också bland annat en monumental trappa och en tunnel med rulltrappor. Kaskaden ritades av Jim Torosyan, Aslan Mkhitaryan och Sargis Gurzadyan. Anläggandet påbörjades 1971 och en första etapp färdigställdes 1980. Det stannade därefter av efter Jordbävningen i Spitak 1988 och Sovjetunionens upplösning 1991. I början av 2000-talet övertogs Kaskaden av den armenisk-amerikanske affärsmannen Gerard Cafesjian, som fullföljde det påbörjade projektet. 
Trappan är 50 meter bred och 118 meter hög. Den har en lutning av 15°, med 572 trappsteg på 302 meters längd.
Kaskadens exteriör och parken nedanför utgör samtidigt en skulpturpark för Cafesjians konstmuseum. 
Det finns flera kaféer och restauranger på ömse sidor av Kaskaden.

## Bildgalleri

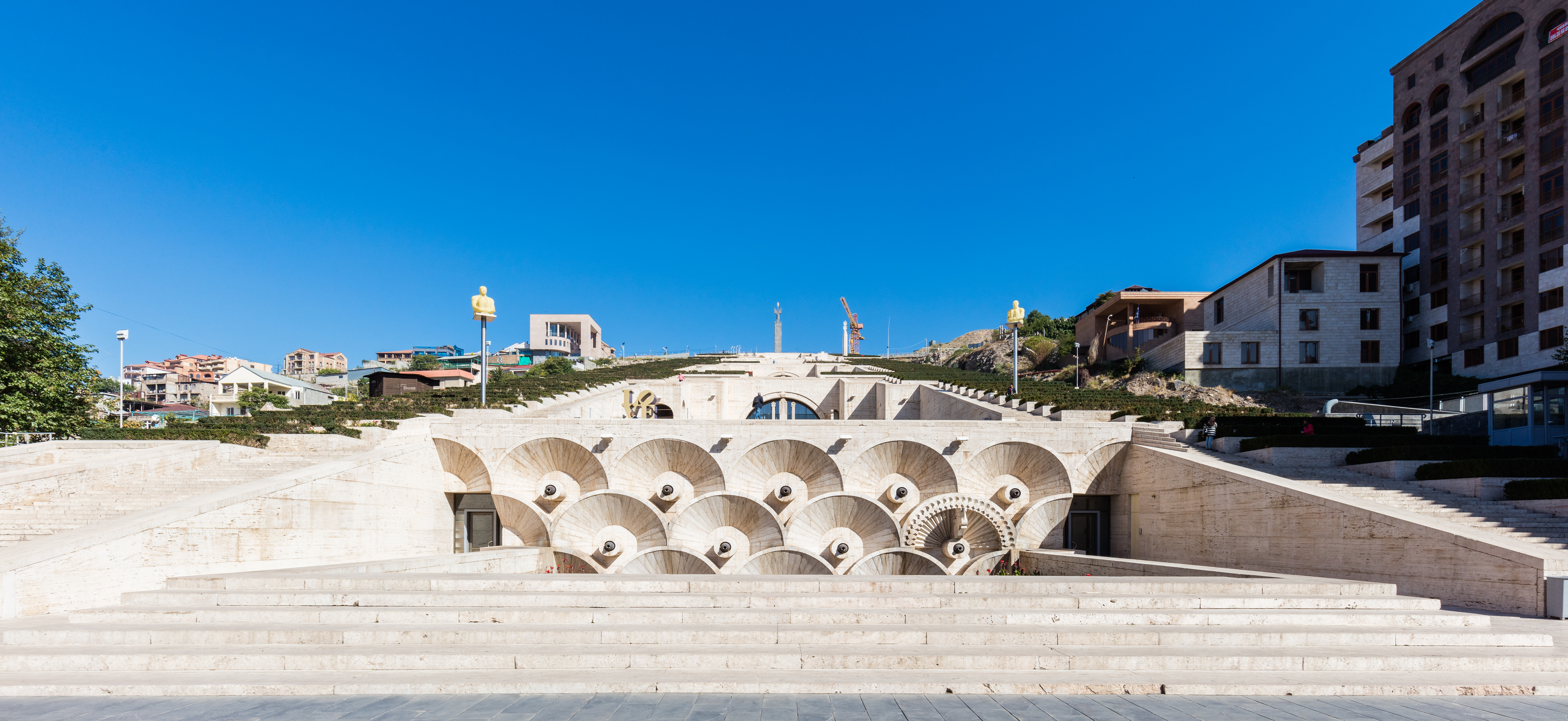
Kaskadens första avsats
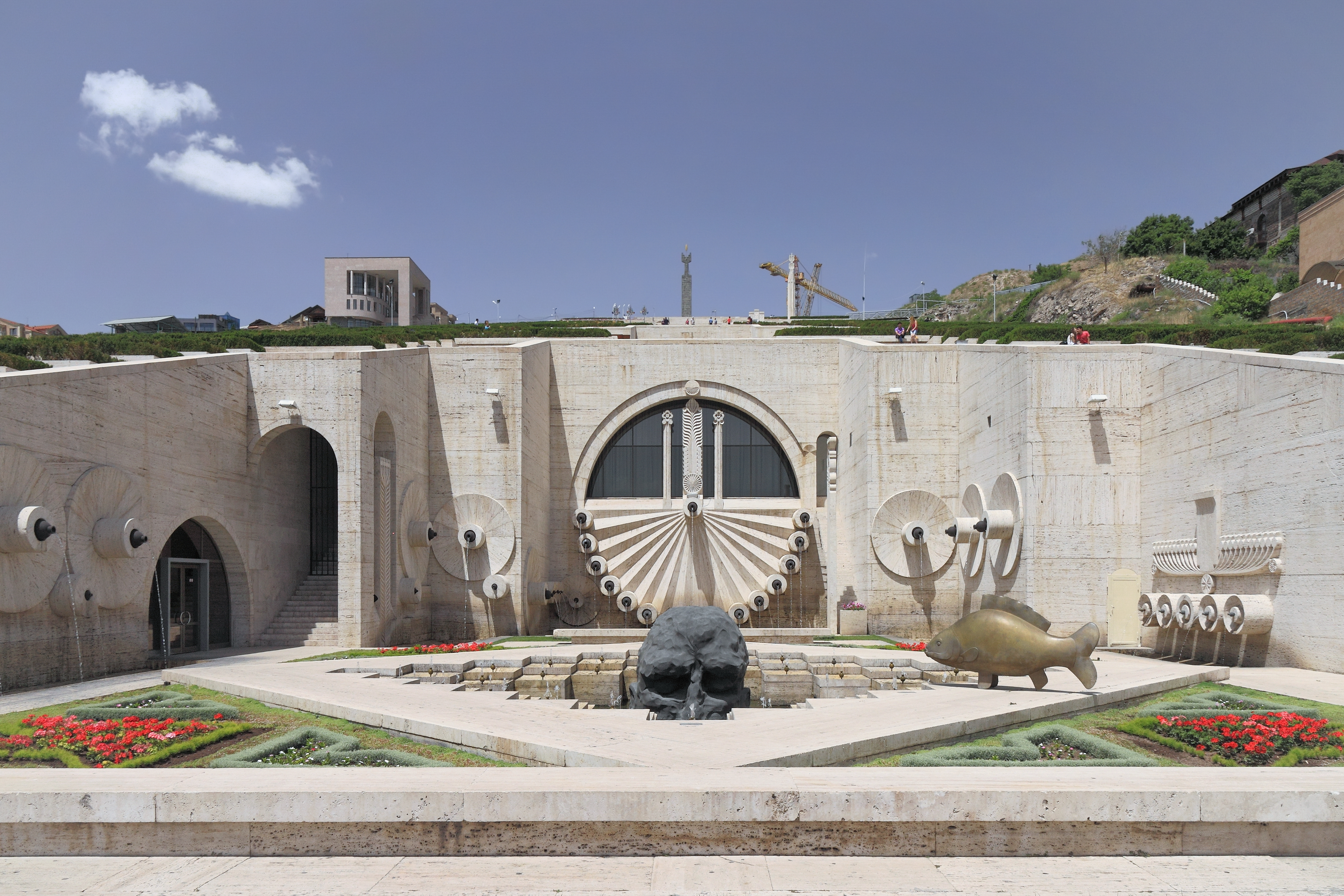
Kaskadens andra avsats
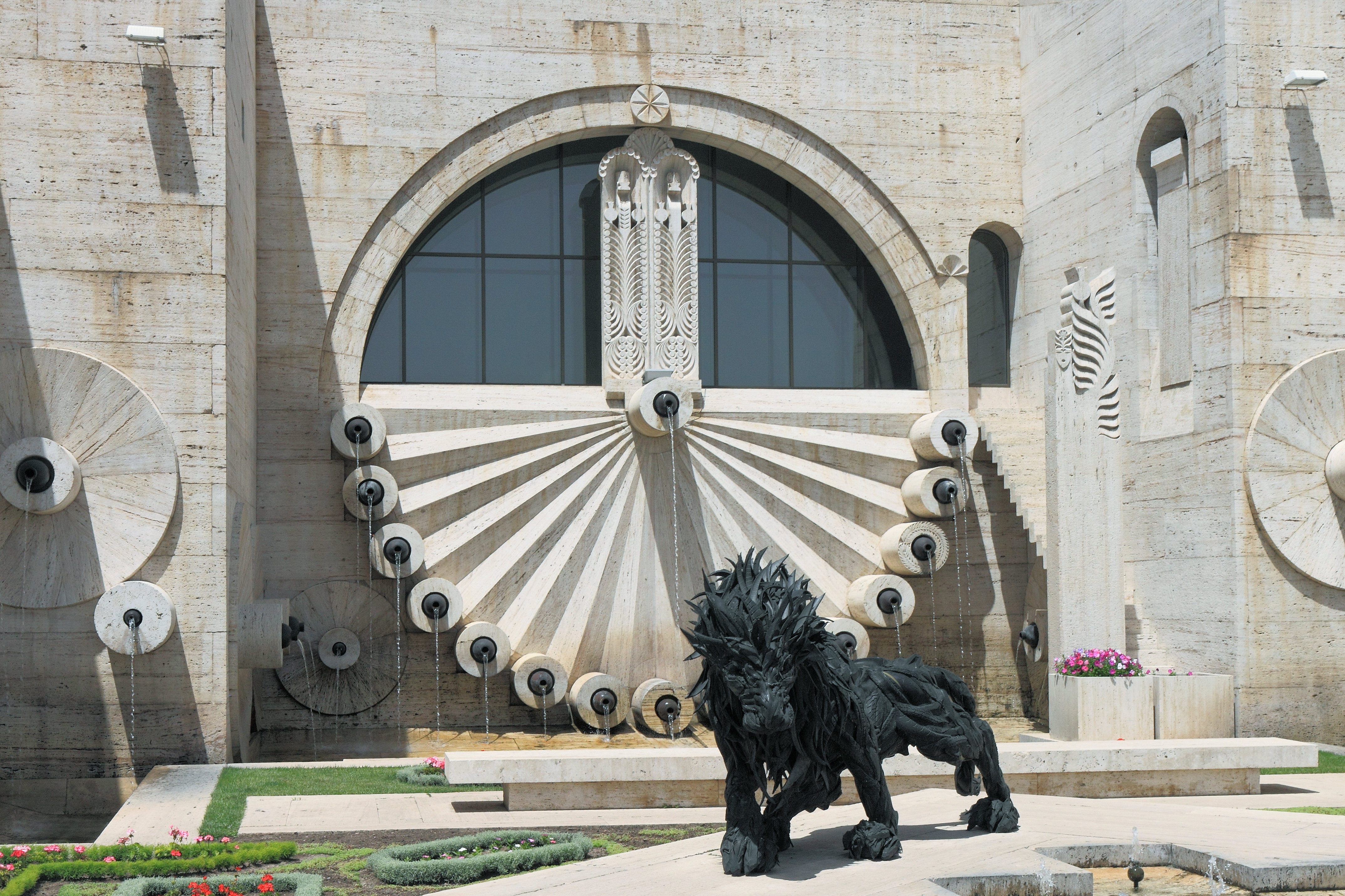
Kaskadens tredje avsats
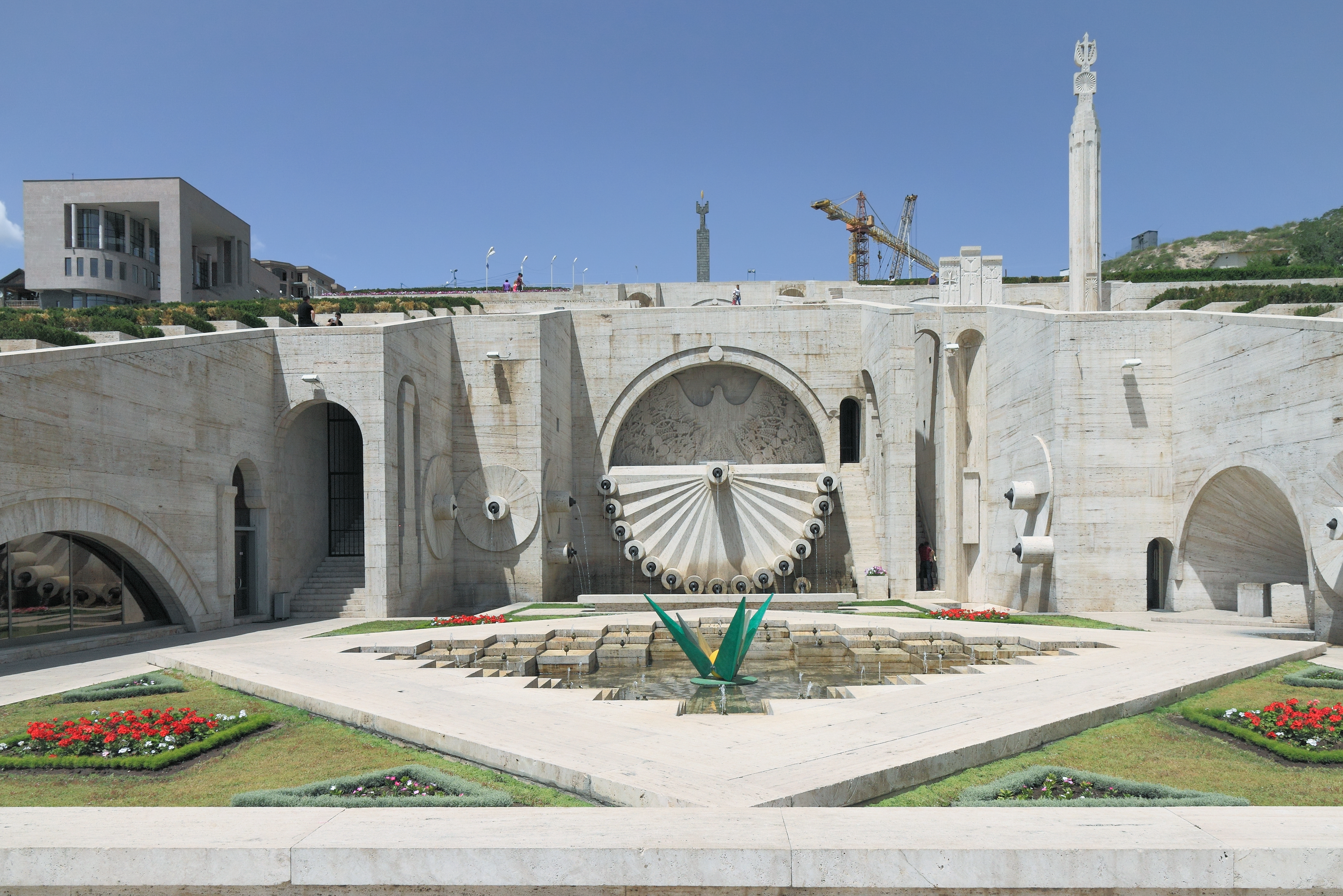
Kaskadens fjärde avsats
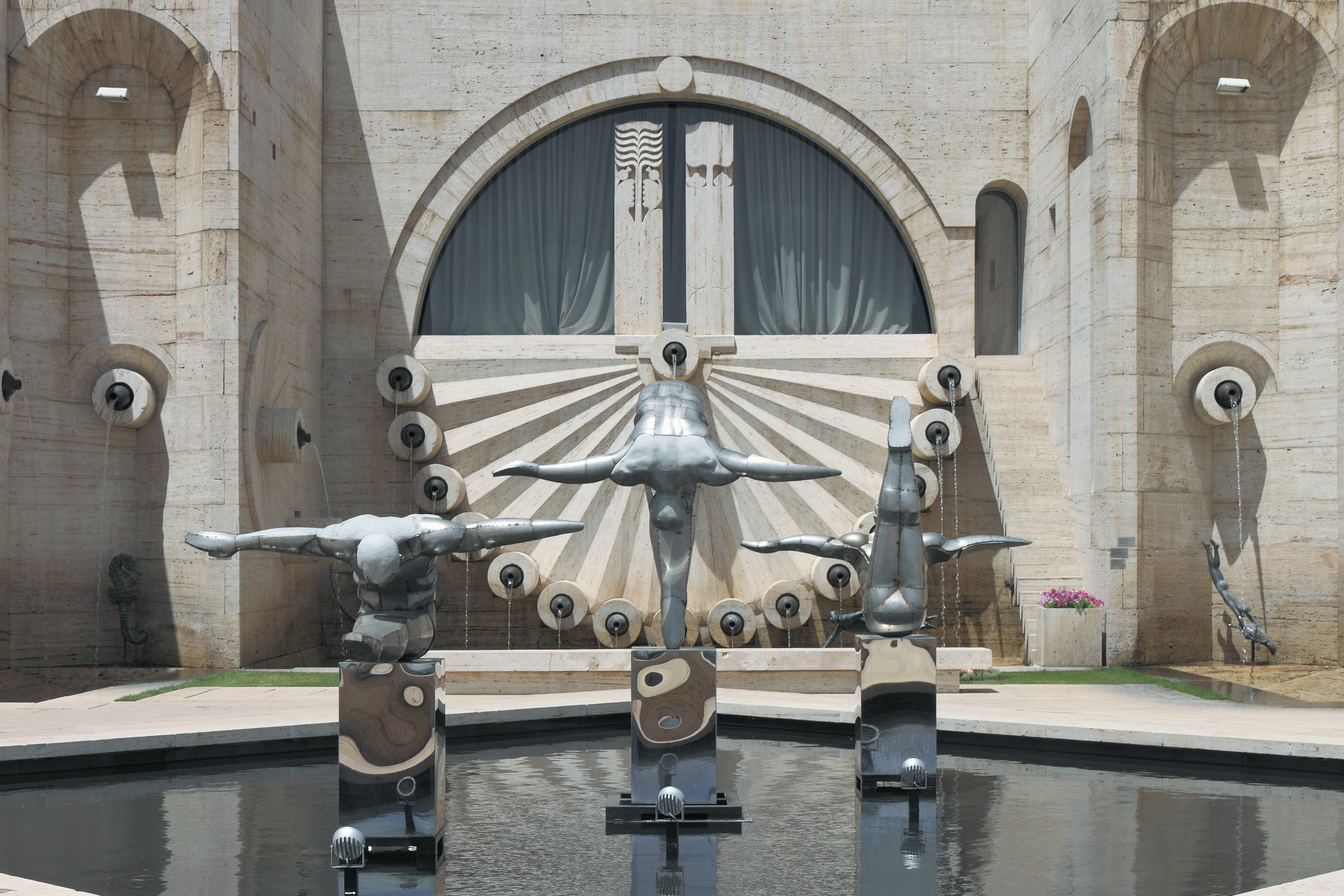
Kaskadens femte avsats, med Divers av David Martin
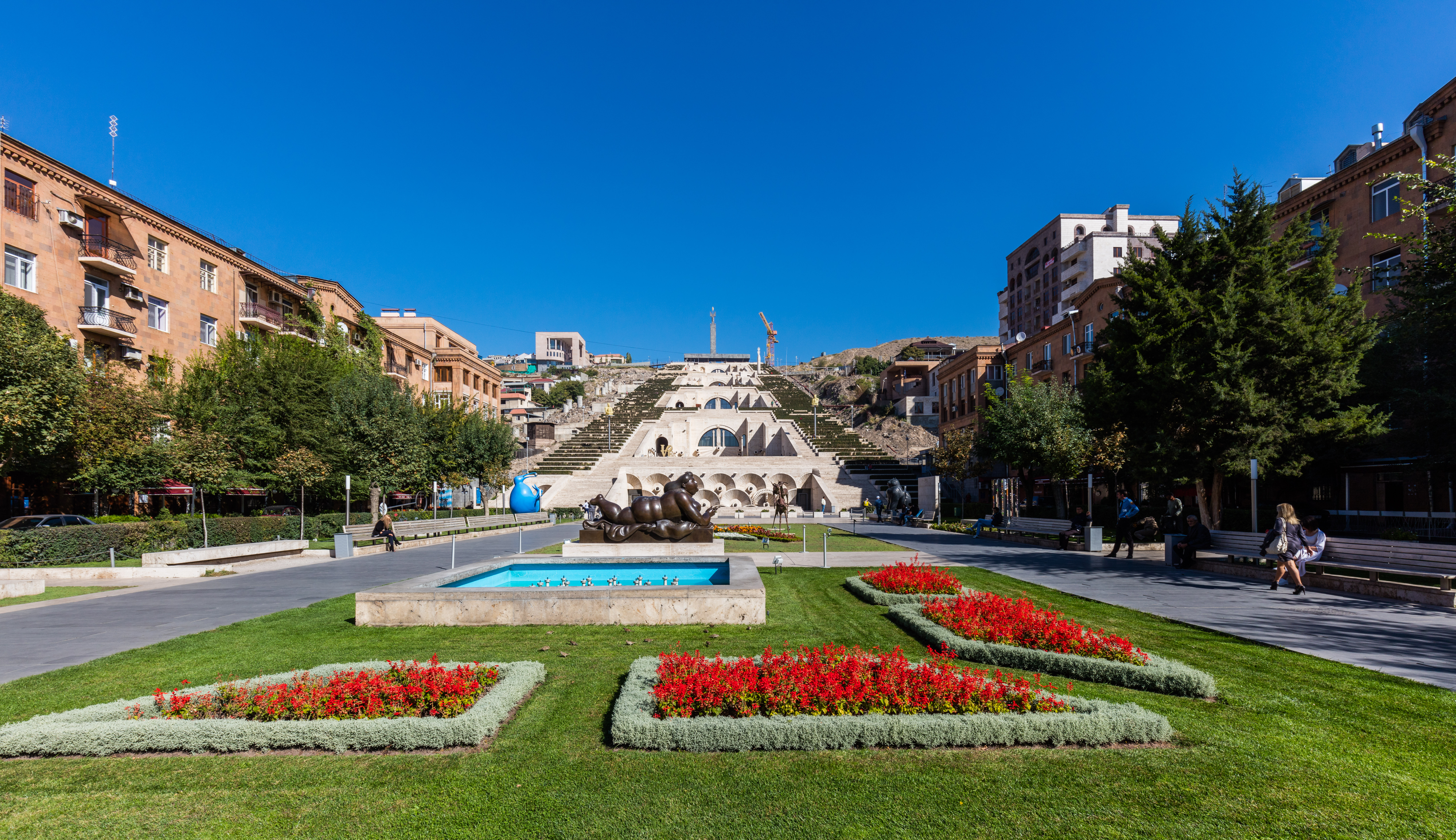
Kaskaden och parken
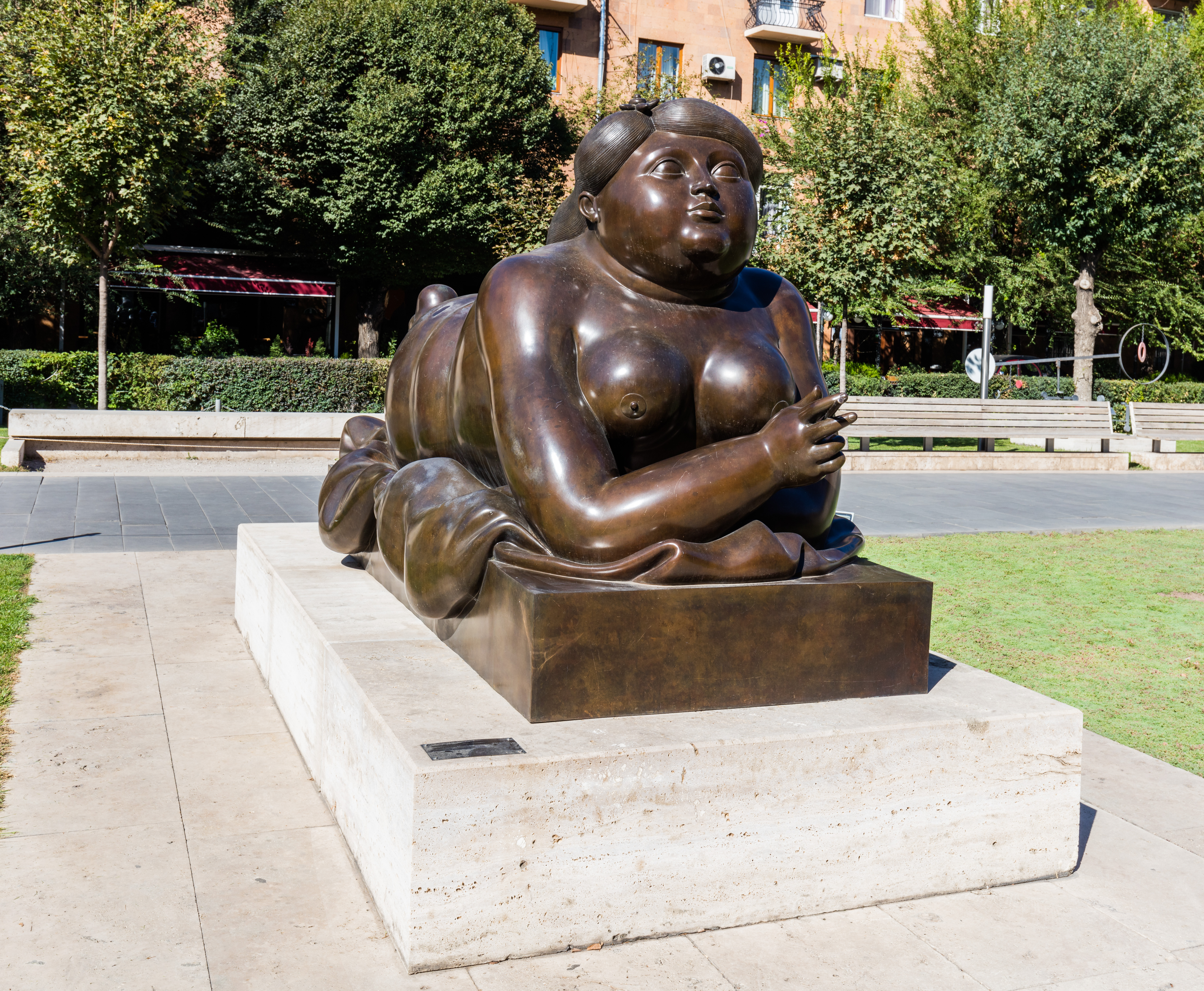
Mujer Fumando un Cigarrillo av Fernando Botero
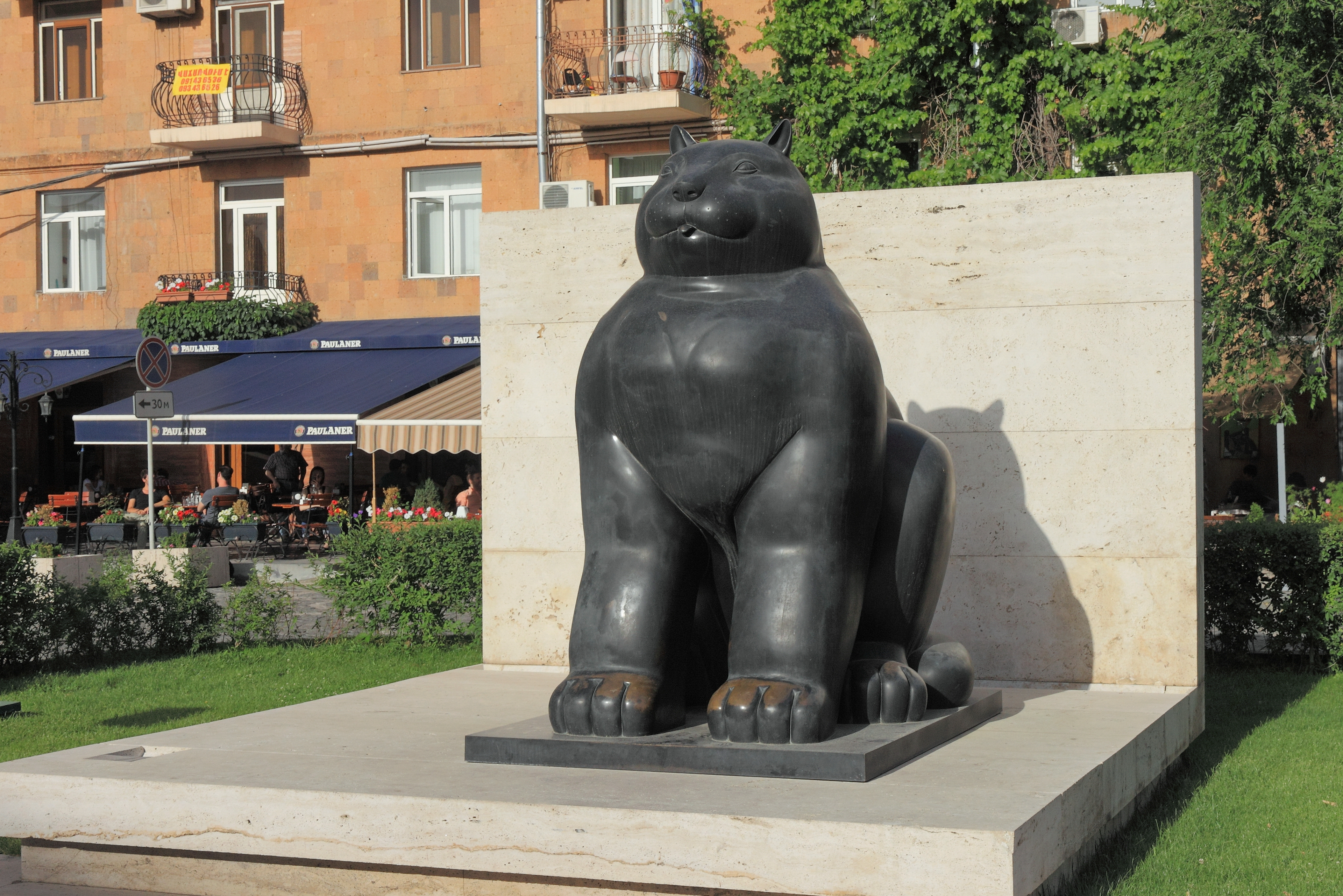
Gato av Fernando Botero
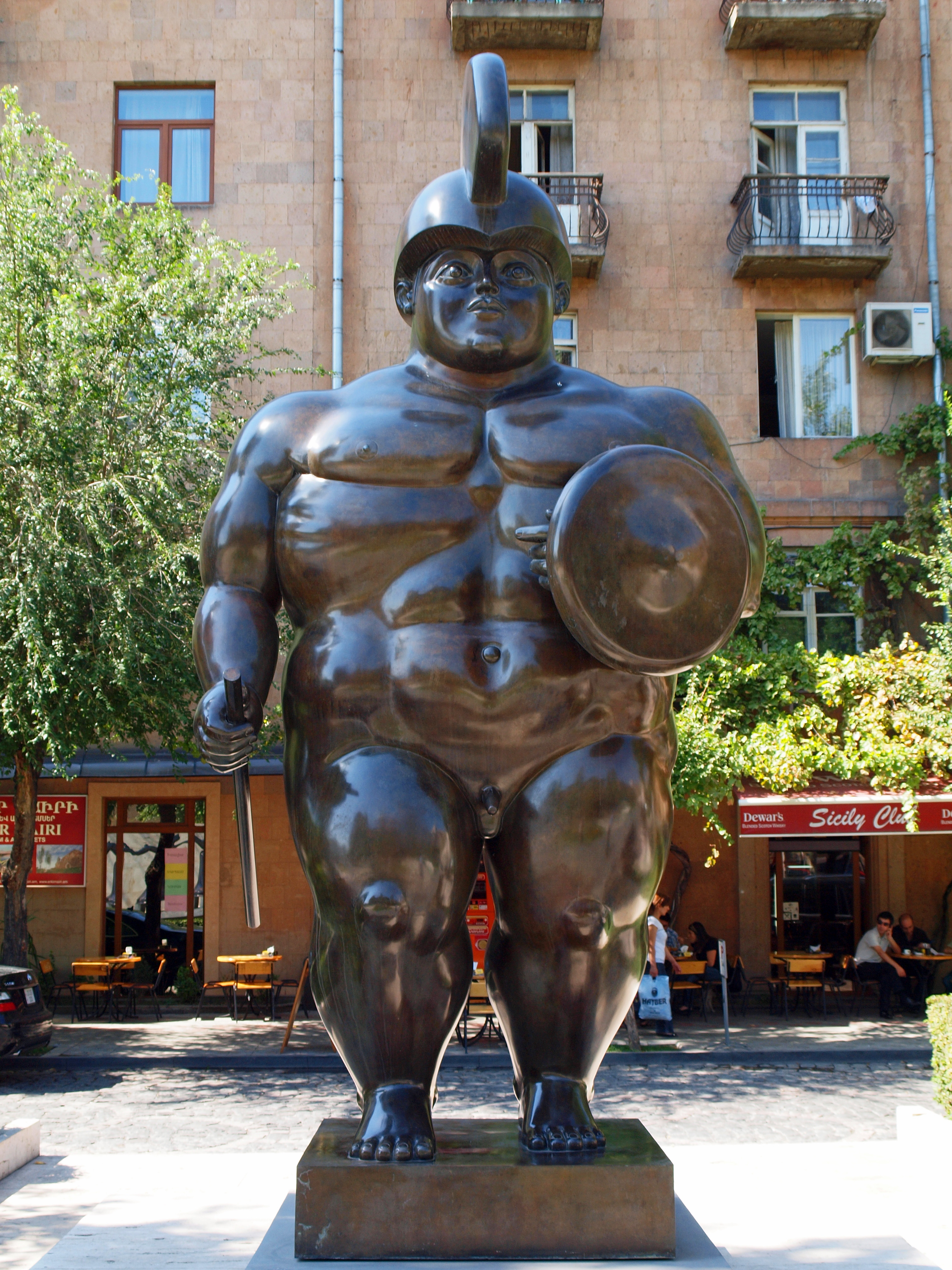
Romeresk krigare av Fernando Botero
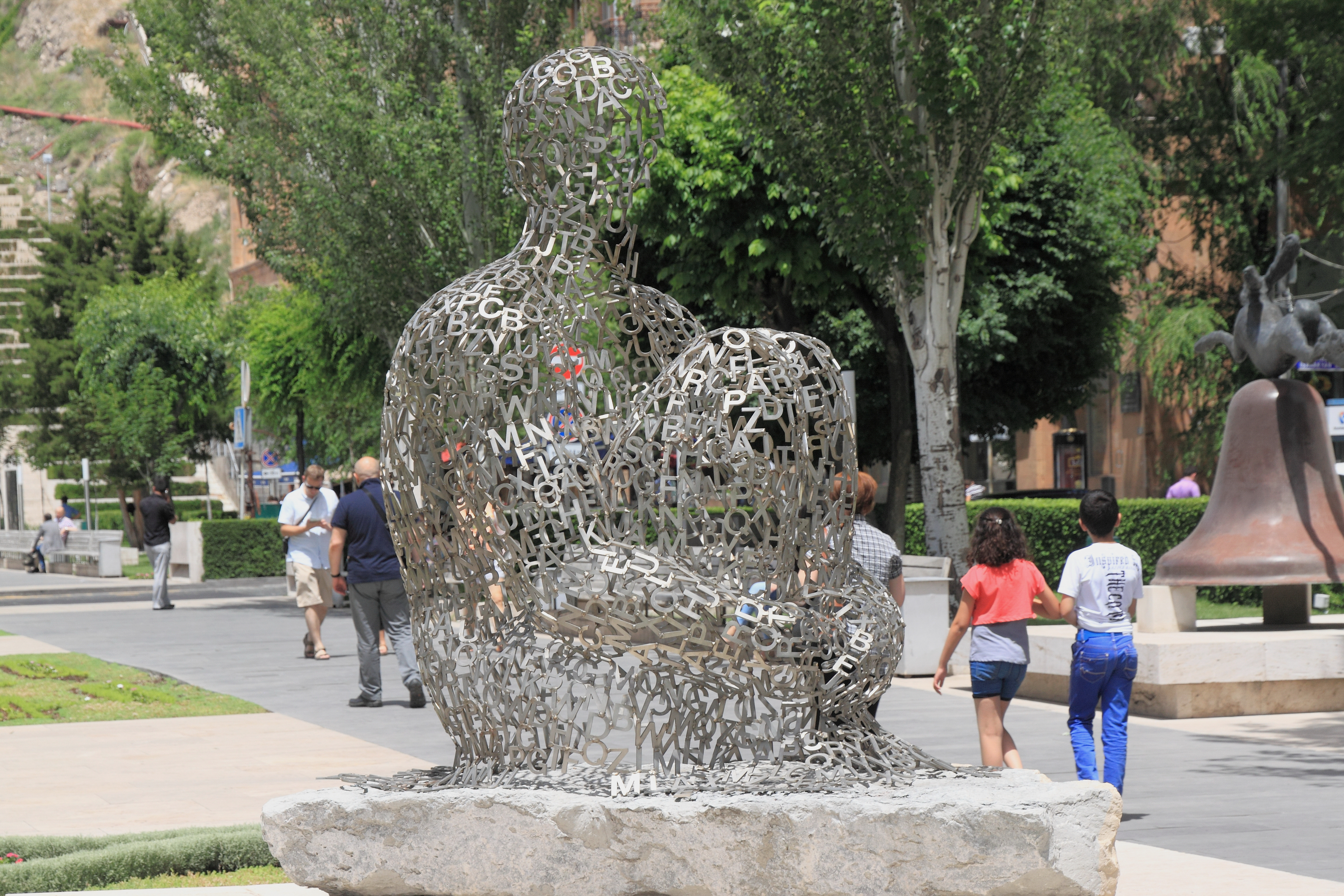
"Shadows I" av Jaume Plensa
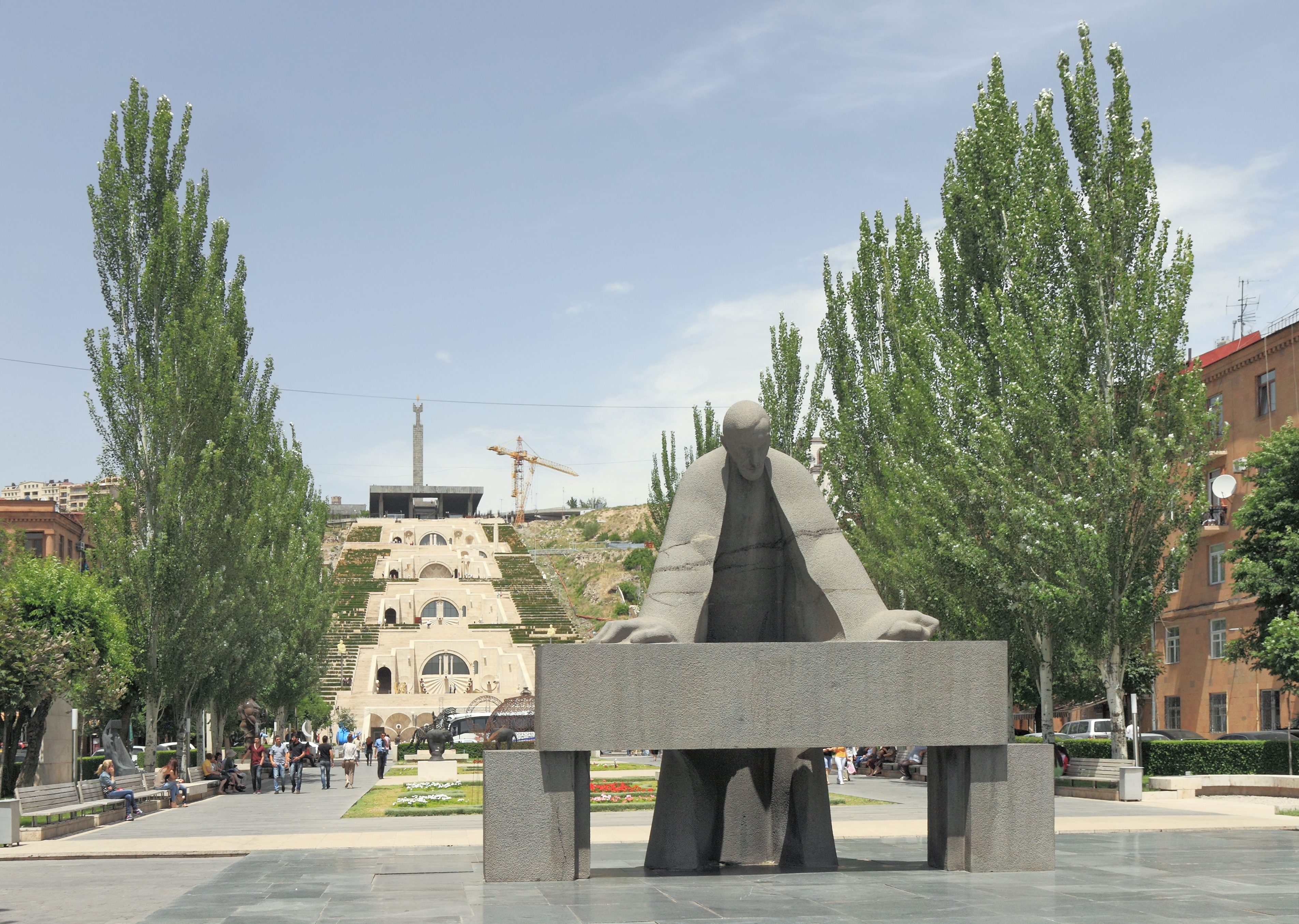
Minnesmärke över Alexander Tamanian